# Serie A2 2012-2013 (pallavolo femminile)
La Serie A2 2012-2013 si è svolta dal 7 ottobre 2012 al 12 maggio 2013: al torneo hanno partecipato quattordici squadre di club italiane.

## Regolamento

### Formula
Le squadre hanno disputato un girone all'italiana, con gare di andata e ritorno, per un totale di ventisei giornate; al termine della regular season:
- La prima classificata è promossa in Serie A1.
- Le classificate dal secondo al settimo posto hanno acceduto ai play-off promozione, strutturati in quarti di finale, a cui hanno preso parte solo le classificate dal quarto al settimo posto, giocati con gare di andata e ritorno (ad ogni gara è assegnato il punteggio come in una normale partita di regular season e in caso di parità di punti si è disputato un golden set), semifinali e finale, entrambe giocate al meglio di due vittorie su tre gare: la vincitrice è promossa in Serie A1.
- Le ultime due classificate sono retrocesse in Serie B1.

### Criteri di classifica
Se il risultato finale è stato di 3-0 o 3-1 sono stati assegnati 3 punti alla squadra vincente e 0 a quella sconfitta, se il risultato finale è stato di 3-2 sono stati assegnati 2 punti alla squadra vincente e 1 a quella sconfitta.
L'ordine del posizionamento in classifica è stato definito in base a:
- Punti;
- Numero di partite vinte;
- Ratio dei set vinti/persi;
- Ratio dei punti realizzati/subiti.

## Squadre partecipanti
Le squadre neopromosse dalla Serie B1 sono state il Flero, il Marsala, l'Ornavasso e il San Casciano, vincitrici della regular season, e il Cadelbosco, vincitrice dei play-off promozione, mentre le squadre retrocesse dalla Serie A1 sono state la Spes Conegliano e il Villanterio.
Delle squadre aventi il diritto di partecipazione:
- Il Busnago ha ceduto il titolo sportivo all'AGIL, la quale è stata ammessa in Serie A2.
- Il Loreto, il Rota, il Santa Croce e la Spes Conegliano hanno rinunciato all'iscrizione.

| Club           | Stagione | Città                       | Impianto               | Stagione precedente                                       |
| -------------- | -------- | --------------------------- | ---------------------- | --------------------------------------------------------- |
| AGIL           | dettagli | Novara                      | Sporting Palace        | 1ª in Serie B2 (girone A)                                 |
| Antares        | dettagli | Sala Consilina              | PalaPozzillo           | 12ª in Serie A2                                           |
| Cadelbosco     | dettagli | Cadelbosco di Sopra         | Palazzetto dello Sport | 3ª in Serie B1 (girone B); vincitrice play-off promozione |
| Casalmaggiore  | dettagli | Casalmaggiore               | PalaFarina             | 2ª in Serie A2; finale play-off promozione                |
| Flero          | dettagli | Flero                       | Palazzetto dello Sport | 1ª in Serie B1 (girone B)                                 |
| IHF            | dettagli | Frosinone                   | Palazzetto dello Sport | 10 in Serie A2                                            |
| Marsala        | dettagli | Marsala                     | PalaBellina            | 1ª in Serie B1 (girone D)                                 |
| Ornavasso      | dettagli | Ornavasso                   | PalaBattisti           | 1ª in Serie B1 (girone A)                                 |
| San Casciano   | dettagli | San Casciano in Val di Pesa | Palazzetto dello Sport | 1ª in Serie B1 (girone C)                                 |
| San Vito       | dettagli | San Vito dei Normanni       | PalaMacchitella        | 13ª in Serie A2                                           |
| Soverato       | dettagli | Soverato                    | PalaScoppa             | 7ª in Serie A2                                            |
| Terre Verdiane | dettagli | Fontanellato                | PalaLiabel             | 9ª in Serie A2                                            |
| Verona         | dettagli | Verona                      | PalaGeorge             | 8ª in Serie A2                                            |
| Villanterio    | dettagli | Pavia                       | PalaRavizza            | 12ª in Serie A1                                           |

## Torneo

### Regular season

#### Risultati
| Prima giornata |                              |     |                                   |
|                |                              |     |                                   |
| 07-10          | Villanterio - Ornavasso      | 1-3 | 17-25, 25-22, 16-25, 19-25        |
| 07-10          | Casalmaggiore - San Casciano | 1-3 | 26-28, 26-24, 22-25, 22-25        |
| 07-10          | Soverato - Flero             | 1-3 | 25-20, 23-25, 24-26, 17-25        |
| 07-10          | Verona - Marsala             | 3-1 | 25-20, 17-25, 25-20, 25-23        |
| 07-10          | AGIL - Terre Verdiane        | 3-1 | 21-25, 25-18, 25-12, 25-17        |
| 07-10          | San Vito - IHF               | 2-3 | 25-23, 22-25, 25-21, 11-25, 13-15 |
| 07-10          | Cadelbosco - Antares         | 3-2 | 25-27, 25-14, 25-21, 22-25, 15-8  |

| Seconda giornata |                           |     |                                   |
|                  |                           |     |                                   |
| 14-10            | Flero - Villanterio       | 2-3 | 30-28, 25-23, 21-25, 16-25, 9-15  |
| 14-10            | Marsala - Casalmaggiore   | 0-3 | 20-25, 17-25, 27-29               |
| 14-10            | San Casciano - Soverato   | 3-0 | 25-23, 28-26, 25-16               |
| 14-10            | Ornavasso - Verona        | 2-3 | 14-25, 25-13, 30-28, 23-25, 10-15 |
| 14-10            | Terre Verdiane - San Vito | 3-2 | 25-14, 25-15, 22-25, 22-25, 16-14 |
| 14-10            | IHF - Cadelbosco          | 3-1 | 28-26, 23-25, 25-18, 28-26        |
| 14-10            | Antares - AGIL            | 2-3 | 22-25, 23-25, 25-23, 25-18, 11-15 |

| Terza giornata |                           |     |                            |
|                |                           |     |                            |
| 21-10          | Villanterio - Marsala     | 3-1 | 25-10, 25-14, 23-25, 25-11 |
| 21-10          | Casalmaggiore - Antares   | 3-0 | 25-19, 26-24, 25-18        |
| 21-10          | Soverato - Terre Verdiane | 3-0 | 25-21, 25-16, 28-26        |
| 21-10          | AGIL - San Casciano       | 3-0 | 25-19, 25-22, 25-23        |
| 21-10          | San Vito - Ornavasso      | 1-3 | 17-25, 17-25, 25-22, 23-25 |
| 21-10          | Cadelbosco - Flero        | 1-3 | 21-25, 25-16, 22-25, 24-26 |
| 21-10          | Verona - IHF              | 3-1 | 21-25, 25-19, 25-16, 25-22 |

| Quarta giornata |                         |     |                                   |
|                 |                         |     |                                   |
| 28-10           | Villanterio - AGIL      | 0-3 | 19-25, 14-25, 22-25               |
| 28-10           | San Casciano - San Vito | 3-0 | 25-15, 25-18, 25-19               |
| 28-10           | Marsala - Cadelbosco    | 0-3 | 20-25, 18-25, 16-25               |
| 28-10           | IHF - Casalmaggiore     | 0-3 | 17-25, 15-25, 22-25               |
| 28-10           | Ornavasso - Soverato    | 3-0 | 25-20, 25-18, 25-23               |
| 28-10           | Terre Verdiane - Verona | 3-0 | 25-23, 25-22, 25-20               |
| 28-10           | Flero - Antares         | 2-3 | 25-22, 25-19, 26-28, 21-25, 12-15 |

| Quinta giornata |                            |     |                                   |
|                 |                            |     |                                   |
| 04-11           | AGIL - Verona              | 3-0 | 25-20, 25-17, 25-12               |
| 04-11           | San Vito - Villanterio     | 0-3 | 12-25, 23-25, 25-27               |
| 04-11           | Casalmaggiore - Flero      | 3-0 | 25-16, 26-24, 25-21               |
| 04-11           | Soverato - IHF             | 3-0 | 25-15, 25-16, 25-22               |
| 04-11           | Terre Verdiane - Ornavasso | 1-3 | 24-26, 25-21, 15-25, 18-25        |
| 04-11           | Antares - Marsala          | 3-0 | 25-23, 25-17, 25-22               |
| 04-11           | San Casciano - Cadelbosco  | 2-3 | 25-13, 22-25, 19-25, 25-23, 15-17 |

| Sesta giornata |                             |     |                                   |
|                |                             |     |                                   |
| 11-11          | Villanterio - San Casciano  | 2-3 | 18-25, 25-15, 22-25, 25-23, 11-15 |
| 11-11          | Cadelbosco - Terre Verdiane | 3-0 | 25-22, 25-17, 25-19               |
| 11-11          | Flero - San Vito            | 3-0 | 25-13, 25-21, 25-17               |
| 11-11          | Marsala - AGIL              | 0-3 | 12-25, 27-29, 10-25               |
| 11-11          | Ornavasso - Casalmaggiore   | 3-2 | 18-25, 25-23, 22-25, 25-22, 15-10 |
| 11-11          | Verona - Soverato           | 3-2 | 21-25, 22-25, 25-14, 26-24, 15-6  |
| 11-11          | IHF - Antares               | 3-0 | 25-18, 25-22, 26-24               |

| Settima giornata |                        |     |                                   |
|                  |                        |     |                                   |
| 18-11            | AGIL - Cadelbosco      | 3-0 | 28-26, 25-17, 25-15               |
| 18-11            | San Vito - Marsala     | 2-3 | 22-25, 25-19, 25-20, 20-25, 5-15  |
| 18-11            | Soverato - Villanterio | 1-3 | 25-22, 18-25, 16-25, 16-25        |
| 18-11            | Casalmaggiore - Verona | 3-0 | 25-22, 25-16, 25-16               |
| 18-11            | Terre Verdiane - IHF   | 0-3 | 23-25, 24-26, 23-25               |
| 18-11            | Antares - Ornavasso    | 2-3 | 27-29, 25-17, 25-16, 16-25, 15-17 |
| 18-11            | San Casciano - Flero   | 2-3 | 27-25, 23-25, 22-25, 29-27, 13-15 |

| Ottava giornata |                             |     |                                   |
|                 |                             |     |                                   |
| 25-11           | AGIL - San Vito             | 3-0 | 25-17, 25-18, 26-24               |
| 25-11           | Villanterio - Casalmaggiore | 1-3 | 17-25, 19-25, 25-21, 20-25        |
| 25-11           | Cadelbosco - Soverato       | 1-3 | 25-22, 24-26, 21-25, 22-25        |
| 25-11           | Verona - Antares            | 3-0 | 25-22, 25-22, 25-16               |
| 25-11           | Flero - Terre Verdiane      | 3-2 | 25-20, 21-25, 23-25, 25-23, 17-15 |
| 25-11           | Ornavasso - IHF             | 3-1 | 19-25, 25-23, 26-24, 25-23        |
| 25-11           | Marsala - San Casciano      | 3-1 | 25-22, 17-25, 25-23, 25-17        |

| Nona giornata |                                |     |                                   |
|               |                                |     |                                   |
| 02-12         | Antares - Villanterio          | 3-1 | 25-22, 25-17, 19-25, 25-23        |
| 02-12         | Terre Verdiane - Casalmaggiore | 0-3 | 7-25, 22-25, 16-25                |
| 02-12         | Soverato - AGIL                | 3-0 | 25-17, 25-10, 25-23               |
| 02-12         | San Vito - Cadelbosco          | 2-3 | 25-23, 25-21, 21-25, 17-25, 7-15  |
| 02-12         | San Casciano - Verona          | 3-2 | 25-21, 25-23, 22-25, 23-25, 15-12 |
| 02-12         | IHF - Flero                    | 3-0 | 25-13, 25-14, 25-22               |
| 02-12         | Marsala - Ornavasso            | 0-3 | 24-26, 15-25, 18-25               |

| Decima giornata |                          |     |                            |
|                 |                          |     |                            |
| 09-12           | Cadelbosco - Villanterio | 1-3 | 25-22, 24-26, 15-25, 17-25 |
| 09-12           | Casalmaggiore - Soverato | 3-0 | 25-18, 25-13, 25-9         |
| 09-12           | Verona - San Vito        | 3-0 | 25-15, 25-23, 25-22        |
| 09-12           | Antares - Terre Verdiane | 3-1 | 23-25, 25-21, 25-20, 25-18 |
| 09-12           | Ornavasso - San Casciano | 3-0 | 25-23, 25-20, 25-17        |
| 09-12           | IHF - Marsala            | 3-0 | 25-17, 25-14, 25-13        |
| 09-12           | Flero - AGIL             | 1-3 | 29-31, 16-25, 26-24, 13-25 |

| Undicesima giornata |                               |     |                                   |
|                     |                               |     |                                   |
| 16-12               | Soverato - Antares            | 2-3 | 25-16, 23-25, 18-25, 25-20, 14-16 |
| 16-12               | San Vito - Casalmaggiore      | 2-3 | 10-25, 25-22, 13-25, 25-14, 4-15  |
| 16-12               | Villanterio - Verona          | 3-0 | 25-17, 25-23, 25-19               |
| 16-12               | San Casciano - Terre Verdiane | 0-3 | 21-25, 22-25, 25-27               |
| 16-12               | Cadelbosco - Ornavasso        | 3-1 | 25-18, 21-25, 25-19, 27-25        |
| 16-12               | AGIL - IHF                    | 3-1 | 25-22, 25-23, 23-25, 25-15        |
| 16-12               | Marsala - Flero               | 1-3 | 23-25, 25-19, 20-25, 21-25        |

| Dodicesima giornata |                          |     |                                   |
|                     |                          |     |                                   |
| 22-12               | Soverato - San Vito      | 3-1 | 25-23, 19-25, 25-19, 25-11        |
| 22-12               | Casalmaggiore - AGIL     | 2-3 | 25-23, 27-25, 19-25, 23-25, 12-15 |
| 22-12               | Ornavasso - Flero        | 3-0 | 25-17, 25-11, 25-17               |
| 22-12               | Verona - Cadelbosco      | 2-3 | 21-25, 25-7, 25-17, 17-25, 4-15   |
| 22-12               | IHF - Villanterio        | 3-1 | 25-13, 24-26, 27-25, 26-24        |
| 22-12               | Antares - San Casciano   | 3-2 | 25-23, 12-25, 20-25, 25-21, 17-15 |
| 22-12               | Terre Verdiane - Marsala | 3-0 | 25-10, 25-20, 25-18               |

| Tredicesima giornata |                              |     |                                   |
|                      |                              |     |                                   |
| 26-12                | Villanterio - Terre Verdiane | 3-1 | 26-28, 25-18, 25-10, 25-23        |
| 26-12                | Cadelbosco - Casalmaggiore   | 0-3 | 20-25, 23-25, 22-25               |
| 26-12                | Marsala - Soverato           | 1-3 | 17-25, 23-25, 27-25, 20-25        |
| 26-12                | Flero - Verona               | 2-3 | 22-25, 25-16, 25-20, 20-25, 11-15 |
| 26-12                | San Casciano - IHF           | 3-2 | 20-25, 14-25, 25-22, 27-25, 15-12 |
| 26-12                | San Vito - Antares           | 3-0 | 25-22, 25-20, 25-15               |
| 26-12                | AGIL - Ornavasso             | 3-2 | 22-25, 25-23, 25-14, 14-25, 15-7  |

| Quattordicesima giornata |                              |     |                                   |
|                          |                              |     |                                   |
| 13-01                    | Ornavasso - Villanterio      | 3-0 | 25-19, 27-25, 30-28               |
| 13-01                    | San Casciano - Casalmaggiore | 0-3 | 22-25, 22-25, 22-25               |
| 13-01                    | Flero - Soverato             | 3-0 | 25-20, 25-23, 25-19               |
| 13-01                    | Marsala - Verona             | 3-2 | 25-19, 25-22, 21-25, 20-25, 15-10 |
| 13-01                    | Terre Verdiane - AGIL        | 0-3 | 19-25, 23-25, 17-25               |
| 13-01                    | IHF - San Vito               | 3-0 | 25-14, 27-25, 25-18               |
| 13-01                    | Antares - Cadelbosco         | 3-2 | 25-22, 25-21, 23-25, 20-25, 15-10 |

| Quindicesima giornata |                           |     |                                   |
|                       |                           |     |                                   |
| 20-01                 | Villanterio - Flero       | 3-1 | 23-25, 25-15, 25-18, 25-19        |
| 20-01                 | Casalmaggiore - Marsala   | 3-0 | 25-13, 25-19, 25-12               |
| 20-01                 | Soverato - San Casciano   | 3-2 | 25-19, 22-25, 25-21, 15-25, 15-10 |
| 20-01                 | Verona - Ornavasso        | 0-3 | 14-25, 22-25, 23-25               |
| 20-01                 | San Vito - Terre Verdiane | 0-3 | 23-25, 21-25, 24-26               |
| 19-01                 | Cadelbosco - IHF          | 1-3 | 22-25, 17-25, 28-26, 23-25        |
| 20-01                 | AGIL - Antares            | 3-0 | 25-19, 25-18, 25-19               |

| Sedicesima giornata |                           |     |                                   |
|                     |                           |     |                                   |
| 03-02               | Marsala - Villanterio     | 0-3 | 18-25, 13-25, 22-25               |
| 03-02               | Antares - Casalmaggiore   | 3-2 | 25-19, 18-25, 23-25, 25-15, 15-13 |
| 03-02               | Terre Verdiane - Soverato | 3-2 | 25-21, 18-25, 25-20, 30-32, 15-5  |
| 03-02               | San Casciano - AGIL       | 2-3 | 23-25, 22-25, 25-19, 25-23, 11-15 |
| 03-02               | Ornavasso - San Vito      | 3-1 | 25-23, 25-13, 18-25, 25-14        |
| 03-02               | Flero - Cadelbosco        | 2-3 | 17-25, 19-25, 25-16, 25-21, 11-15 |
| 03-02               | IHF - Verona              | 3-2 | 19-25, 25-14, 25-19, 23-25, 16-14 |

| Diciassettesima giornata |                         |     |                                  |
|                          |                         |     |                                  |
| 10-02                    | AGIL - Villanterio      | 2-3 | 23-25, 18-25, 25-23, 25-15, 9-15 |
| 10-02                    | San Vito - San Casciano | 1-3 | 15-25, 13-25, 26-24, 20-25       |
| 09-02                    | Cadelbosco - Marsala    | 3-1 | 25-23, 25-20, 23-25, 25-21       |
| 10-02                    | Casalmaggiore - IHF     | 1-3 | 27-25, 20-25, 22-25, 23-25       |
| 10-02                    | Soverato - Ornavasso    | 0-3 | 29-31, 18-25, 19-25              |
| 10-02                    | Verona - Terre Verdiane | 0-3 | 16-25, 22-25, 12-25              |
| 10-02                    | Antares - Flero         | 3-1 | 22-25, 26-24, 25-23, 25-21       |

| Diciottesima giornata |                            |     |                            |
|                       |                            |     |                            |
| 17-02                 | Verona - AGIL              | 0-3 | 17-25, 28-30, 13-25        |
| 17-02                 | Villanterio - San Vito     | 3-0 | 25-16, 25-23, 25-15        |
| 17-02                 | Flero - Casalmaggiore      | 1-3 | 18-25, 22-25, 28-26, 24-26 |
| 17-02                 | IHF - Soverato             | 3-0 | 25-21, 25-15, 28-26        |
| 17-02                 | Ornavasso - Terre Verdiane | 3-0 | 25-20, 25-20, 25-21        |
| 17-02                 | Marsala - Antares          | 3-0 | 25-23, 25-20, 25-18        |
| 17-02                 | Cadelbosco - San Casciano  | 3-1 | 25-20, 25-18, 19-25, 25-16 |

| Diciannovesima giornata |                             |     |                                   |
|                         |                             |     |                                   |
| 24-02                   | San Casciano - Villanterio  | 2-3 | 22-25, 25-18, 14-25, 25-23, 13-15 |
| 23-02                   | Terre Verdiane - Cadelbosco | 3-0 | 25-22, 27-25, 25-19               |
| 24-02                   | San Vito - Flero            | 0-3 | 10-25, 22-25, 23-25               |
| 24-02                   | AGIL - Marsala              | 3-0 | 25-23, 25-22, 27-25               |
| 24-02                   | Casalmaggiore - Ornavasso   | 3-1 | 25-20, 25-22, 23-25, 25-19        |
| 24-02                   | Soverato - Verona           | 2-3 | 25-19, 25-14, 16-25, 20-25, 14-16 |
| 24-02                   | Antares - IHF               | 1-3 | 18-25, 25-23, 13-25, 12-25        |

| Ventesima giornata |                        |     |                                   |
|                    |                        |     |                                   |
| 03-03              | Cadelbosco - AGIL      | 2-3 | 22-25, 25-21, 25-19, 19-25, 10-15 |
| 03-03              | Marsala - San Vito     | 3-0 | 25-20, 25-17, 25-17               |
| 03-03              | Villanterio - Soverato | 1-3 | 16-25, 25-22, 12-25, 24-26        |
| 03-03              | Verona - Casalmaggiore | 0-3 | 20-25, 15-25, 21-25               |
| 03-03              | IHF - Terre Verdiane   | 3-1 | 25-22, 23-25, 25-19, 25-15        |
| 03-03              | Ornavasso - Antares    | 3-1 | 25-18, 21-25, 25-15, 25-19        |
| 03-03              | Flero - San Casciano   | 3-2 | 25-14, 19-25, 17-25, 26-24, 15-12 |

| Ventunesima giornata |                             |     |                                   |
|                      |                             |     |                                   |
| 10-03                | San Vito - AGIL             | 0-3 | 22-25, 12-25, 13-25               |
| 10-03                | Casalmaggiore - Villanterio | 3-0 | 28-26, 26-24, 25-21               |
| 10-03                | Soverato - Cadelbosco       | 2-3 | 23-25, 25-20, 26-24, 22-25, 9-15  |
| 10-03                | Antares - Verona            | 3-1 | 25-23, 25-20, 20-25, 34-32        |
| 10-03                | Terre Verdiane - Flero      | 2-3 | 25-20, 17-25, 31-29, 23-25, 15-17 |
| 10-03                | IHF - Ornavasso             | 3-1 | 25-21, 25-22, 24-26, 25-23        |
| 10-03                | San Casciano - Marsala      | 3-0 | 25-15, 25-20, 25-20               |

| Ventiduesima giornata |                                |     |                            |
|                       |                                |     |                            |
| 24-03                 | Villanterio - Antares          | 3-1 | 25-14, 26-28, 25-14, 25-15 |
| 24-03                 | Casalmaggiore - Terre Verdiane | 3-1 | 25-16, 25-18, 20-25, 25-21 |
| 24-03                 | AGIL - Soverato                | 3-1 | 25-14, 25-16, 22-25, 25-21 |
| 24-03                 | Cadelbosco - San Vito          | 3-0 | 25-11, 28-26, 25-17        |
| 24-03                 | Verona - San Casciano          | 0-3 | 21-25, 24-26, 19-25        |
| 24-03                 | Flero - IHF                    | 0-3 | 19-25, 23-25, 19-25        |
| 24-03                 | Ornavasso - Marsala            | 3-1 | 25-13, 27-29, 25-23, 25-19 |

| Ventitreesima giornata |                          |     |                                   |
|                        |                          |     |                                   |
| 30-03                  | Villanterio - Cadelbosco | 3-0 | 25-21, 25-22, 25-20               |
| 30-03                  | Soverato - Casalmaggiore | 3-2 | 25-20, 16-25, 25-19, 16-25, 15-13 |
| 30-03                  | San Vito - Verona        | 0-3 | 20-25, 22-25, 26-28               |
| 30-03                  | Terre Verdiane - Antares | 3-0 | 25-21, 28-26, 25-14               |
| 30-03                  | San Casciano - Ornavasso | 0-3 | 19-25, 20-25, 20-25               |
| 30-03                  | Marsala - IHF            | 0-3 | 14-25, 18-25, 17-25               |
| 30-03                  | AGIL - Flero             | 3-1 | 25-23, 23-25, 25-23, 25-17        |

| Ventiquattresima giornata |                               |     |                                   |
|                           |                               |     |                                   |
| 07-04                     | Antares - Soverato            | 1-3 | 23-25, 25-21, 16-25, 24-26        |
| 07-04                     | Casalmaggiore - San Vito      | 3-0 | 25-16, 25-8, 25-10                |
| 07-04                     | Verona - Villanterio          | 0-3 | 15-25, 23-25, 15-25               |
| 07-04                     | Terre Verdiane - San Casciano | 3-2 | 19-25, 25-21, 25-22, 23-25, 15-7  |
| 07-04                     | Ornavasso - Cadelbosco        | 3-0 | 25-21, 25-20, 25-17               |
| 07-04                     | IHF - AGIL                    | 3-2 | 26-28, 23-25, 25-15, 25-22, 15-10 |
| 07-04                     | Flero - Marsala               | 3-0 | 25-21, 25-22, 25-18               |

| Venticinquesima giornata |                          |     |                                   |
|                          |                          |     |                                   |
| 14-04                    | San Vito - Soverato      | 0-3 | 15-25, 17-25, 18-25               |
| 14-04                    | AGIL - Casalmaggiore     | 0-3 | 20-25, 22-25, 21-25               |
| 14-04                    | Flero - Ornavasso        | 2-3 | 20-25, 25-22, 19-25, 25-22, 17-19 |
| 14-04                    | Cadelbosco - Verona      | 3-2 | 23-25, 25-16, 25-19, 23-25, 16-14 |
| 14-04                    | Villanterio - IHF        | 0-3 | 21-25, 20-25, 25-27               |
| 14-04                    | San Casciano - Antares   | 3-1 | 25-20, 26-28, 25-13, 25-20        |
| 14-04                    | Marsala - Terre Verdiane | 3-0 | 25-21, 25-17, 25-22               |

| Ventiseiesima giornata |                              |     |                            |
|                        |                              |     |                            |
| 20-04                  | Terre Verdiane - Villanterio | 1-3 | 25-27, 21-25, 25-21, 25-27 |
| 20-04                  | Casalmaggiore - Cadelbosco   | 3-0 | 25-21, 25-23, 25-14        |
| 20-04                  | Soverato - Marsala           | 3-1 | 21-25, 25-21, 25-22, 25-16 |
| 20-04                  | Verona - Flero               | 1-3 | 27-25, 20-25, 20-25, 18-25 |
| 20-04                  | IHF - San Casciano           | 3-1 | 23-25, 25-17, 25-19, 25-21 |
| 20-04                  | Antares - San Vito           | 3-0 | 25-23, 25-20, 25-11        |
| 20-04                  | Ornavasso - AGIL             | 1-3 | 25-17, 21-25, 20-25, 20-25 |

#### Classifica
| Pos. | Squadra             | Pt | G  | V  | P  | SV | SP | Ratio | PF    | PS    | Ratio |
| ---- | ------------------- | -- | -- | -- | -- | -- | -- | ----- | ----- | ----- | ----- |
| 1.   | AGIL                | 63 | 26 | 22 | 4  | 70 | 28 | 2,500 | 2 271 | 1 995 | 1,138 |
| 2.   | Casalmaggiore       | 63 | 26 | 20 | 6  | 70 | 24 | 2,916 | 2 225 | 1 875 | 1,186 |
| 3.   | Ornavasso           | 59 | 26 | 20 | 6  | 68 | 31 | 2,193 | 2 310 | 2 083 | 1,108 |
| 4.   | IHF                 | 58 | 26 | 20 | 6  | 65 | 32 | 2,031 | 2 293 | 2 043 | 1,122 |
| 5.   | Villanterio         | 46 | 26 | 16 | 10 | 55 | 43 | 1,279 | 2 245 | 2 084 | 1,077 |
| 6.   | Soverato            | 39 | 26 | 12 | 14 | 49 | 52 | 0,942 | 2 188 | 2 208 | 0,990 |
| 7.   | Flero               | 37 | 26 | 12 | 14 | 51 | 54 | 0,944 | 2 294 | 2 360 | 0,972 |
| 8.   | San Casciano        | 35 | 26 | 10 | 16 | 49 | 57 | 0,859 | 2 319 | 2 307 | 1,005 |
| 9.   | Cadelbosco          | 34 | 26 | 13 | 13 | 48 | 56 | 0,857 | 2 276 | 2 271 | 1,002 |
| 10.  | Antares             | 31 | 26 | 11 | 15 | 44 | 59 | 0,745 | 2 182 | 2 348 | 0,929 |
| 11.  | Terre Verdiane (-1) | 28 | 26 | 10 | 16 | 41 | 54 | 0,759 | 2 072 | 2 163 | 0,957 |
| 12.  | Verona              | 28 | 26 | 9  | 17 | 39 | 61 | 0,639 | 2 078 | 2 242 | 0,926 |
| 13.  | Marsala             | 16 | 26 | 6  | 20 | 25 | 65 | 0,384 | 1 818 | 2 126 | 0,855 |
| 14.  | San Vito            | 8  | 26 | 1  | 25 | 17 | 75 | 0,226 | 1 719 | 2 185 | 0,786 |

      Promossa in Serie A1.
      Qualificata alle semifinali play-off scudetto.
      Qualificata ai quarti di finale play-off scudetto.
      Retrocessa in Serie B1.
Note:
Il Terre Verdiane ha scontato 1 punto di penalizzazione.

### Play-off promozione

#### Tabellone
|  | Quarti di finale | Quarti di finale | Quarti di finale | Quarti di finale |  |  | Semifinali | Semifinali    | Semifinali | Semifinali | Semifinali |  |   | Finale    | Finale        | Finale | Finale | Finale |
|  |                  |                  |                  |                  |  |  |            |               |            |            |            |  |   |           |               |        |        |        |
|  |                  |                  |                  |                  |  |  | 3          | Ornavasso     | 3          | 3          |            |  |   |           |               |        |        |        |
|  |                  |                  |                  |                  |  |  | 3          | Ornavasso     | 3          | 3          |            |  |   |           |               |        |        |        |
|  |                  |                  |                  |                  |  |  | 4          | IHF           | 2          | 2          |            |  |   |           |               |        |        |        |
|  | 7                | Flero            | 2                | 0                |  |  | 4          | IHF           | 2          | 2          |            |  |   |           |               |        |        |        |
|  | 7                | Flero            | 2                | 0                |  |  |            |               |            |            |            |  |   |           |               |        |        |        |
|  | 4                | IHF              | 3                | 3                |  |  |            |               |            |            |            |  |   |           |               |        |        |        |
|  | 4                | IHF              | 3                | 3                |  |  |            |               |            |            |            |  | 3 | Ornavasso | 3             | 3      |        |        |
|  |                  |                  |                  |                  |  |  |            |               |            |            |            |  | 3 | Ornavasso | 3             | 3      |        |        |
|  |                  |                  |                  |                  |  |  |            |               |            |            |            |  |   | 2         | Casalmaggiore |        |        |        |
|  |                  |                  |                  |                  |  |  |            |               |            |            |            |  |   | 2         | Casalmaggiore |        |        |        |
|  |                  |                  |                  |                  |  |  |            |               |            |            |            |  |   |           |               |        |        |        |
|  |                  |                  |                  |                  |  |  |            |               |            |            |            |  |   |           |               |        |        |        |
|  |                  |                  |                  |                  |  |  | 2          | Casalmaggiore | 3          | 0          | 3          |  |   |           |               |        |        |        |
|  |                  |                  |                  |                  |  |  | 2          | Casalmaggiore | 3          | 0          | 3          |  |   |           |               |        |        |        |
|  |                  |                  |                  |                  |  |  | 5          | Villanterio   | 0          | 3          | 1          |  |   |           |               |        |        |        |
|  | 6                | Soverato         | 2                | 1                |  |  | 5          | Villanterio   | 0          | 3          | 1          |  |   |           |               |        |        |        |
|  | 6                | Soverato         | 2                | 1                |  |  |            |               |            |            |            |  |   |           |               |        |        |        |
|  | 5                | Villanterio      | 3                | 3                |  |  |            |               |            |            |            |  |   |           |               |        |        |        |
|  | 5                | Villanterio      | 3                | 3                |  |  |            |               |            |            |            |  |   |           |               |        |        |        |

#### Risultati

##### Quarti di finale
| Gara 1 |                        |     |                                  |
|        |                        |     |                                  |
| 23-04  | Flero - IHF            | 2-3 | 20-25, 15-25, 25-22, 25-22, 9-15 |
| 23-04  | Soverato - Villanterio | 2-3 | 17-25, 25-19, 21-25, 25-22, 5-15 |

| Gara 2 |                        |     |                            |
|        |                        |     |                            |
| 25-04  | IHF - Flero            | 3-0 | 25-21, 25-19, 25-23        |
| 25-04  | Villanterio - Soverato | 3-1 | 27-29, 25-22, 25-13, 25-17 |

##### Semifinali
| Gara 1 |                             |     |                                   |
|        |                             |     |                                   |
| 28-04  | Casalmaggiore - Villanterio | 3-0 | 25-21, 25-20, 25-21               |
| 28-04  | Ornavasso - IHF             | 3-2 | 25-21, 28-30, 22-25, 27-25, 17-15 |

| Gara 2 |                             |     |                                   |
|        |                             |     |                                   |
| 01-05  | Villanterio - Casalmaggiore | 3-0 | 25-22, 25-23, 26-24               |
| 01-05  | IHF - Ornavasso             | 2-3 | 20-25, 25-14, 26-24, 16-25, 11-15 |

| Gara 3 |                             |     |                            |
|        |                             |     |                            |
| 04-05  | Casalmaggiore - Villanterio | 3-1 | 25-23, 27-25, 28-30, 26-24 |

##### Finale
| Gara 1 |                           |     |                     |
|        |                           |     |                     |
| 08-05  | Casalmaggiore - Ornavasso | 0-3 | 13-25, 23-25, 21-25 |

| Gara 2 |                           |     |                            |
|        |                           |     |                            |
| 12-05  | Ornavasso - Casalmaggiore | 3-1 | 27-25, 25-27, 25-16, 25-17 |

## Statistiche
| Rendimento individuale | Rendimento individuale | Rendimento individuale | Rendimento individuale |
| Pos.                   | Nome                   | Punti                  | Squadra                |
| ---------------------- | ---------------------- | ---------------------- | ---------------------- |
| 1                      | Elena Koleva           | 612                    | Flero                  |
| 2                      | Sonja Percan           | 489                    | IHF                    |
| 3                      | Valeria Rosso          | 448                    | AGIL                   |
| 4                      | Veronica Minati        | 417                    | Ornavasso              |
| 5                      | Anna Kajalina          | 412                    | Villanterio            |
| 6                      | Lucia Bacchi           | 397                    | Casalmaggiore          |
| 7                      | Marika Bianchini       | 391                    | San Casciano           |
| 8                      | Paola Colarusso        | 375                    | Antares                |
| 9                      | Natalia Serena         | 374                    | Flero                  |
| 10                     | Costanza Manfredini    | 371                    | Terre Verdiane         |

NB: I dati sono riferiti esclusivamente alla regular season.